# ماجراهای بسیار وینی پو
وینی پو (انگلیسی: The Many Adventures of Winnie the Pooh) انیمیشنی موزیکال و کمدی به کارگردانی جان لانزبری و ولفگانگ رایترمن است که در سال ۱۹۷۷ منتشر شد.
این انیمیشن از چندین داستان کوتاه در مورد ماجراجویی‌های «پو» و دوستان او تشکیل شده است...